# Ralph Olinger
Ralph Olinger (* 17. Dezember 1924 in Engelberg; † 25. Juni 2006) war ein Schweizer Skirennfahrer. Er war in den 1940er Jahren aktiv und vor allem in der Abfahrt erfolgreich.

## Biografie
Olinger war Mitglied des Skiclubs Engelberg. Zwischen 1947 und 1949 wurde er dreimal in Folge Schweizer Meister in der Abfahrt. Bei den Olympischen Winterspielen 1948 in St. Moritz schien die Hoffnung auf eine Medaille nach einem schweren Trainingssturz zu platzen. Am 2. Februar 1948 holte er dann aber in der Abfahrt zeitgleich mit seinem Landsmann Karl Molitor die Bronzemedaille.
Zwei Jahre später war er Mitglied der Schweizer Skinationalmannschaft bei der Alpinen Weltmeisterschaften 1950 in Aspen, wo er als bestes Ergebnis den 9. Platz in der Abfahrt erzielte.

## Grösste Erfolge

### Olympische Winterspiele
- St. Moritz 1948: 3. Abfahrt

### Alpine Skiweltmeisterschaften
- Aspen 1950: 9. Abfahrt, 30. Riesenslalom, DNF Slalom

### Sonstige bedeutende Erfolge
- 3 × Schweizer Meister in der Abfahrt 1947, 1948, 1949
- 2 × Sieg im Parsenn-Derby 1948, 1951